# Isolados
Isolados é um longa-metragem de suspense brasileiro dirigido por Tomás Portella, protagonizado por Bruno Gagliasso e Regiane Alves, e escrito por Mariana Vielmond. O filme estreiou em 18 de Setembro de 2014 no Brasil.
O filme é parcialmente baseado no caso real dos irmãos necrófilos de Nova Friburgo, ocorrido na década de 1990 na região serrana do estado do Rio de Janeiro.

## Sinopse
“Isolados” conta a historia de Lauro (Bruno Gagliasso), um residente de psiquiatria, e sua namorada Renata (Regiane Alves), artista plástica e ex-paciente da clínica onde ele trabalha. O casal sai de férias para uma casa no alto da região serrana carioca. No caminho Lauro ouve boatos sobre ataques violentos que vêm acontecendo na região. As vítimas são mulheres, que estão sendo barbaramente assassinadas. Lauro prefere esconder o fato de Renata, que é muito sensível e se impressiona facilmente. Sem saber do que está acontecendo, ela se torna mais vulnerável. Na mata ao redor Lauro percebe sinais de que os assassinos estão cada vez mais perto e a solução é manter Renata presa na casa. O isolamento torna a situação insustentável e a luta pela sobrevivência desencadeia uma trama repleta de suspense, onde a realidade e a loucura se misturam.
José Wilker interpreta o Dr. Fausto, uma espécie de mentor de Lauro, Silvio Guindane e Orã Figueredo vivem os policiais locais encarregados das investigações dos crimes, enquanto Juliana Alves é Luzia, a governanta da casa.

## Elenco
- Bruno Gagliasso como Lauro
- Regiane Alves como Renata
- José Wilker como Dr. Fausto
- Juliana Alves como Luzia
- Orã Figueiredo como Clóvis
- Silvio Guindane como Augusto
- Carol Macedo como Vítima
- Débora Olivieri como Suzana
- Fernanda Pontes como Bianca